# NGC 1453
NGC 1453 é uma galáxia elíptica (E2) localizada na direcção da constelação de Eridanus. Possui uma declinação de -03° 58' 08" e uma ascensão recta de 3 horas, 46 minutos e 27,2 segundos.
A galáxia NGC 1453 foi descoberta em 30 de Setembro de 1786 por William Herschel.